# Eccitotossicità
L'eccitotossicità è un fenomeno di tossicità neuronale conseguente all'esposizione a concentrazioni relativamente alte di acido glutammico (50-100 µM). Il fenomeno risulta particolarmente importante perché il glutammato è il principale neurotrasmettitore eccitatorio a livello del sistema nervoso centrale. 
L'applicazione locale di glutammato a livello di sezioni di cellule neuronali induce degenerazione a livello dei corpi cellulari vicini al sito di iniezione, mentre risparmia le fibre assoniche.
Anche l'iniezione di acido kainico (agonista dei recettori al kainato dell'acido glutammico) è capace di indurre neurotossicità. L'effetto del kainato si esplica però indirettamente, tramite depolarizzazione del neurone su cui è localizzato e conseguente aumento del rilascio di glutammato dalla terminazione sinaptica. Sarà quindi il glutammato, tramite interazione con i recettori NMDA del glutammato (sottotipo di recettori ionotropici del glutammato sensibili al N-metil-D-aspartato), a determinare tossicità a causa dell'aumento di concentrazione di calcio nel neurone postsinaptico. 
L'aumento del calcio intracellulare determina infatti alterazioni nella permeabilità della membrana mitocondriale ed attivazione della caspasi citosoliche (apoptosi). Il meccanismo della eccitotossicità sembra implicato nella patogenesi di numerose malattie neurodegenerative, come la malattia di Parkinson e la corea di Huntington, e nel danno neurale conseguente a grave ipossia, come nel caso di ictus e arresto cardiaco con grave ipoperfusione cerebrale (l'ipossia sembra determinare infatti aumento dell'attivazione dei recettori al glutammato).

## Meccanismo biologico
Il glutammato, liberato dal terminale sinaptico, attiva i recettori NMDA, AMPA (α-amino-3-idrossi-5-metil-a-isoxazoloproprionato) ed i recettori metabotropi (mGluR). I recettori AMPA determinano entrata di Na nella cellula e depolarizzazione; lo spostarsi del potenziale di membrana verso valori meno negativi comporta la rimozione dell'inattivazione del recettore NMDA da parte del magnesio. Il blocco del recettore NMDA (che è un recettore canale per il calcio prevalentemente) determinato dal magnesio è voltaggio-dipendente: si verifica quando la membrana è normalmente polarizzata ma scompare in condizioni di depolarizzazione. 
L'apertura del canale NMDA determina quindi un incremento della concentrazione intracellulare di calcio. Inoltre l'attivazione del recettore mGluR, recettore accoppiato a proteine Gq, tramite la via dell'inositolo trifosfato, incrementa ulteriormente i livelli di calcio nel citosol. L'aumento della concentrazione di Na, dovuto alla depolarizzazione, attiva lo scambiatore Na-Ca, il quale estrude ioni Na e favorisce ulteriormente l'accumulo di Calcio nella cellula. L'aumento del calcio aumenta peraltro la liberazione di glutammato dalla terminazione sinaptica. Fra i fattori di difesa si ricordano la pompa sodio-potassio, il cui scopo è mantenere bassa la concentrazione intracellulare di Na, e la pompa di estrusione del Calcio, localizzata sempre a livello della membrana plasmatica. 
Anche i mitocondri svolgono un ruolo cruciale, in quanto rappresentano uno dei principali depositi intracellulari di Calcio. Questi organuli accumulano al loro interno il calcio citoplasmatico. Quando però la concentrazione mitocondriale dello ione supera certi livelli, nel mitocondrio si deprime la produzione di ATP e quindi diminuisce l'energia per le pompe di membrana che trasportano il calcio nel reticolo endoplasmatico (altro sito di deposito del calcio nella cellula). Si ha inoltre un aumento della produzione di composti reattivi dell'ossigeno (ROS, Reactive Oxigen Species) che inducono danni ossidativi alle membrane e a numerose proteine cellulari. 
L'aumento della concentrazione intracellulare del Ca comporta: attivazione delle caspasi (proteasi implicate nel processo apoptotico) e delle lipasi che danneggiano membrane e proteine cellulari; induzione della nitrossido-sintasi, che aumenta i livelli cellulari di ossido nitrico (NO, se bassi livelli di NO svolgono una funzione neuroprotettiva a livello neuronale, l'aumento oltre una certa soglia favorisce la formazione di ROS, come perossinitriti e radicali dello ione idrossile, i quali aumentano lo stress ossidativo nella cellula); aumento della formazione di acido arachidonico, il quale diminuisce la ricaptazione del glutammato e aumenta la produzione di ROS).
Da quanto detto sopra risulta fondamentale il ruolo svolto dal mitocondrio nel proteggere la cellula dall'accumulo di calcio; in particolare è evidente l'importanza del corretto funzionamento del metabolismo energetico mitocondriale. Lo sviluppo di antagonisti diretti contro i recettori ionotropici del glutammato rappresenta un'importante prospettiva clinica, dal momento che l'eccitotossicità sembra essere coinvolta in numerose patologie a carattere neurodegenerativo.